# Чомче, Ульрих
Ульрих Чомче (англ. Ulrich Chomche; род. 30 декабря 2005, Бафанг, Западный регион) — камерунский профессиональный баскетболист, выступающий в Национальной баскетбольной ассоциации за клуб «Торонто Рэпторс».

## Профессиональная карьера

### FAP (2022)
Чомче дебютировал в Баскетбольной Aфриканской лиге в возрасте 16 лет в 2022 году, играя за камерунский клуб FAP в рамках программы BAL Elevate. Эта программа распределяла игроков из Академии НБА в Африке в профессиональные команды. Он набирал в среднем 2,1 очка и 3,7 подбора за 11,3 минуты за игру. 16 апреля он набрал рекордные в карьере семь подборов против «Петро де Луанды».

### REG (2023)
В следующем году, в 2023 году, Чомче был выбран руандийской командой REG для игры во втором подряд сезоне Баскетбольной Aфриканской лиге. Во время турнира он получил похвалу от бывшего игрока НБА Жоакима Ноа.
В марте 2024 года Чомче был выбран руандийским клубом APR на сезон Баскетбольной Aфриканской лиге 2024 года. В конечном итоге он был исключен из состава для подготовки к драфту НБА 2024 года.

### Торонто Рэпторс / Рэпторс 905 (2024–настоящее время)
15 апреля 2024 года Чомче заявил о своем участии в драфте НБА 2024 года. Он был самым молодым игроком на драфте.
27 июня 2024 года Чомче был выбран под 57-м номером командой «Мемфис Гриззлис» на драфте НБА 2024 года, однако сразу же в ночь драфта он был обменян в «Торонто Рэпторс». Он стал первым игроком, выбранным на драфте из Академии НБА в Африке, а также первым игроком, выбранным напрямую из любой академии НБА. 10 июля он подписал двусторонний контракт с «Рэпторс». В 7 играх за «Торонто» Чомче в среднем набирал 0,7 очков, 1,1 подбора и 0,3 результативных передач. 19 февраля 2025 года Чомче был исключен на оставшуюся часть сезона из-за травмы правого колена.

## Карьера в национальной сборной
В феврале 2023 года Чомче впервые был выбран в сборную Камеруна для участия в отборочных матчах чемпионата мира 2023 года. Он дебютировал 24 февраля 2023 года в Александрии, сыграв восемь минут в выигранной со счётом 85–56 игре против ДР Конго.

## Статистика

### Статистика в НБА
| Сезон                                                                                    | Команда | Регулярный сезон | Регулярный сезон | Регулярный сезон | Регулярный сезон | Регулярный сезон | Регулярный сезон | Регулярный сезон | Регулярный сезон | Регулярный сезон | Регулярный сезон | Регулярный сезон | Серия плей-офф | Серия плей-офф | Серия плей-офф | Серия плей-офф | Серия плей-офф | Серия плей-офф | Серия плей-офф | Серия плей-офф | Серия плей-офф | Серия плей-офф | Серия плей-офф |
| Сезон                                                                                    | Команда | GP               | GS               | MPG              | FG%              | 3P%              | FT%              | RPG              | APG              | SPG              | BPG              | PPG              | GP             | GS             | MPG            | FG%            | 3P%            | FT%            | RPG            | APG            | SPG            | BPG            | PPG            |
| ---------------------------------------------------------------------------------------- | ------- | ---------------- | ---------------- | ---------------- | ---------------- | ---------------- | ---------------- | ---------------- | ---------------- | ---------------- | ---------------- | ---------------- | -------------- | -------------- | -------------- | -------------- | -------------- | -------------- | -------------- | -------------- | -------------- | -------------- | -------------- |
| 2024/25                                                                                  | Торонто | 7                | 0                | 4,6              | 40,0             | -                | 50,0             | 1,1              | 0,3              | 0,0              | 0,1              | 0,7              | Не участвовал  | Не участвовал  | Не участвовал  | Не участвовал  | Не участвовал  | Не участвовал  | Не участвовал  | Не участвовал  | Не участвовал  | Не участвовал  | Не участвовал  |
|                                                                                          | Всего   | 7                | 0                | 4,6              | 40,0             | -                | 50,0             | 1,1              | 0,3              | 0,0              | 0,1              | 0,7              | Не участвовал  | Не участвовал  | Не участвовал  | Не участвовал  | Не участвовал  | Не участвовал  | Не участвовал  | Не участвовал  | Не участвовал  | Не участвовал  | Не участвовал  |
| Наведите курсор мыши на аббревиатуры в заголовке таблицы, чтобы прочесть их расшифровку. |         |                  |                  |                  |                  |                  |                  |                  |                  |                  |                  |                  |                |                |                |                |                |                |                |                |                |                |                |

### Статистика в Джи-Лиге
| Сезон                                                                                    | Команда     | Регулярный сезон | Регулярный сезон | Регулярный сезон | Регулярный сезон | Регулярный сезон | Регулярный сезон | Регулярный сезон | Регулярный сезон | Регулярный сезон | Регулярный сезон | Регулярный сезон | Серия плей-офф | Серия плей-офф | Серия плей-офф | Серия плей-офф | Серия плей-офф | Серия плей-офф | Серия плей-офф | Серия плей-офф | Серия плей-офф | Серия плей-офф | Серия плей-офф |
| Сезон                                                                                    | Команда     | GP               | GS               | MPG              | FG%              | 3P%              | FT%              | RPG              | APG              | SPG              | BPG              | PPG              | GP             | GS             | MPG            | FG%            | 3P%            | FT%            | RPG            | APG            | SPG            | BPG            | PPG            |
| ---------------------------------------------------------------------------------------- | ----------- | ---------------- | ---------------- | ---------------- | ---------------- | ---------------- | ---------------- | ---------------- | ---------------- | ---------------- | ---------------- | ---------------- | -------------- | -------------- | -------------- | -------------- | -------------- | -------------- | -------------- | -------------- | -------------- | -------------- | -------------- |
| 2024/25                                                                                  | Рэпторс 905 | 33               | 9                | 23,4             | 53,8             | 33,3             | 44,4             | 7,6              | 1,1              | 0,3              | 2,8              | 7,1              | Не участвовал  | Не участвовал  | Не участвовал  | Не участвовал  | Не участвовал  | Не участвовал  | Не участвовал  | Не участвовал  | Не участвовал  | Не участвовал  | Не участвовал  |
|                                                                                          | Всего       | 33               | 9                | 23,4             | 53,8             | 33,3             | 44,4             | 7,6              | 1,1              | 0,3              | 2,8              | 7,1              | Не участвовал  | Не участвовал  | Не участвовал  | Не участвовал  | Не участвовал  | Не участвовал  | Не участвовал  | Не участвовал  | Не участвовал  | Не участвовал  | Не участвовал  |
| Наведите курсор мыши на аббревиатуры в заголовке таблицы, чтобы прочесть их расшифровку. |             |                  |                  |                  |                  |                  |                  |                  |                  |                  |                  |                  |                |                |                |                |                |                |                |                |                |                |                |

### Статистика в других лигах
| Сезон | Команда               | Лига                          | GP | GS | MPG  | FG%  | 3P%  | FT%  | RPG | APG | SPG | BPG | PFL | TOV | PPG  |
| --- | --------------------- | ----------------------------- | -- | -- | ---- | ---- | ---- | ---- | --- | --- | --- | --- | --- | --- | ---- |
| 2021/22 | ФАП                   | Африканская лига              | 7  | 1  | 11,3 | 30,4 | 20,0 | -    | 3,7 | 0,1 | 0,3 | 1,6 | 1,0 | 1,0 | 2,1  |
| 2022/23 | Все клубы             | Все лиги                      | 9  | 3  | 20,1 | 28,9 | 11,8 | 42,9 | 5,4 | 0,9 | 1,3 | 1,6 | 2,1 | 2,3 | 4,1  |
| 2022/23 | Академия НБА в Африке | Квалификация Африканской лиги | 3  | 3  | 22,3 | 18,8 | 11,1 | 30,0 | 6,7 | 1,3 | 2,0 | 2,7 | 1,7 | 2,7 | 3,3  |
| 2022/23 | РЭГ                   | Африканская лига              | 6  | 0  | 19,0 | 34,5 | 12,5 | 54,5 | 4,8 | 0,7 | 1,0 | 1,0 | 2,3 | 2,2 | 4,5  |
| 2023/24 | Академия НБА в Африке | Квалификация Африканской лиги | 3  | 3  | 30,1 | 42,4 | 38,1 | 75,0 | 9,0 | 3,3 | 1,3 | 2,7 | 1,0 | 5,0 | 13,0 |
| Всего | Всего                 | Всего                         | 19 | 7  | 18,4 | 33,7 | 25,6 | 48,0 | 5,4 | 1,0 | 0,9 | 1,7 | 1,5 | 2,3 | 4,8  |
| В Африканской лиге | В Африканской лиге    | В Африканской лиге            | 13 | 1  | 14,8 | 32,7 | 15,4 | 54,5 | 4,2 | 0,4 | 0,6 | 1,3 | 1,6 | 1,5 | 3,2  |
| Наведите курсор мыши на аббревиатуры в заголовке таблицы, чтобы прочесть их расшифровку Статистика приведена с сайта basketball.realgm.com |                       |                               |    |    |      |      |      |      |     |     |     |     |     |     |      |